# Nhà thờ Thánh Martin ở Moravany nad Váhom
Nhà thờ Thánh Martin ở Moravany nad Váhom (tiếng Slovakia: Kostol svätého Martina v Moravany nad Váhom) là một nhà thờ Công giáo La Mã tọa lạc ở thị trấn Moravany nad Váhom, vùng Trnava, Slovakia. Nhà thờ này nằm trong một nghĩa trang trên một ngọn đồi và được dân gian gọi là Nhà thờ Thượng. Nhà thờ là di tích kiến trúc lâu đời nhất trong làng. Vào ngày 17 tháng 9 năm 1963, nhà thờ này được ghi danh vào Danh sách Di tích Trung ương theo quyết định của Bộ Văn hóa Cộng hòa Slovakia.

## Lịch sử
Nhà thờ Thánh Martin ở Moravany nad Váhom có lẽ được xây dựng vào năm 1465. Công trình kiến trúc này được làm bằng vật liệu bền với mái lợp bằng gỗ và ván lợp, nền lát gạch nung.
Tòa tháp chuông phía trên cổng vào có sơ đồ mặt bằng hình lục giác, chiều cao là 18,96 mét. Bên trong tháp chuông có ba quả chuông, nặng lần lượt là 200 kg, 78 kg và 32 kg.
Hiện nay, nhà thờ này chỉ được sử dụng để cử hành các buổi lễ tang và lễ cầu cho những người đã mất vào ngày 2 tháng 11. Vai trò trước đây của nhà thờ là nhà thờ giáo xứ đã được nhà thờ Đức Mẹ Mân Côi tiếp quản.